# Красний Яр (Мелеузівський район)
Кра́сний Яр (рос. Красный Яр, башк. Ҡыҙылъяр) — хутір у складі Мелеузівського району Башкортостану, Росія. Входить до складу Воскресенської сільської ради.
Населення — 1 особа (2010; 2 в 2002).
Національний склад:
- росіяни — 100%